# Leurotrigona
Leurotrigona (лат.) — род безжальных пчёл, из трибы Meliponini семейства Apidae. Не используют жало при защите. Хотя жало у них сохранилось, но в сильно редуцированном виде. Описан бразильским гименоптерологом Jesus Santiago Moure (1912—2010) в 1950 году.

## Распространение
Неотропика: Бразилия, Колумбия, Парагвай, Французская Гвиана.

## Классификация
Около 2 видов. Первоначально таксон был описан в качестве подрода рода Hypotrigona.
- Leurotrigona muelleri  (Friese, 1900) typus
- Leurotrigona pusilla  Moure & Camargo, 1987